# بلمهاوس برودكشنز
بلمهاوس برودكشنز (بالإنجليزية: Blumhouse Productions)‏ هي شركة إنتاج أفلام سينمائية  وبرامج التلفزيون أمريكية أسسها جايسون بلوم. 

## نبذة
الشركة تنتج  أفلام رعب منخفضة الميزانية مثل اخرج, غدرا, تطهير, انقسام, يوم موت سعيد، ترقية, نشاط خارق, شريرة و الهدية.  حصلت افلام ويبلاش واخرج على ترشيحات جائزة الأوسكار لأفضل فيلم.
في عام 2014 ، وقعت الشركة علي صفقة أول نظرة مع يونيفرسال بيكتشرز لمدة عشر سنوات.